# Distrito de Kroměříž
El distrito de Kroměříž es uno de los cuatro distritos que forman la región de Zlín, República Checa, con una población estimada a principio del año 2018 de 105 670 habitantes. 
Se encuentra ubicado al sureste del país, al este de Praga, cerca de la frontera con Eslovaquia. Su capital es la ciudad de Kroměříž.

## Localidades con población (año 2018)
- Bařice-Velké Těšany 472
- Bezměrov 520
- Blazice 192
- Bořenovice 189
- Břest 918
- Brusné 373
- Bystřice pod Hostýnem 8175
- Cetechovice 178
- Chomýž 363
- Chropyně 4915
- Chvalčov 1646
- Chvalnov-Lísky 248
- Dřínov 434
- Holešov 11 626
- Honětice 74
- Horní Lapač 271
- Hoštice 154
- Hulín 6830
- Jankovice 384
- Jarohněvice 312
- Karolín 252
- Komárno 287
- Koryčany 2765
- Kostelany 631
- Kostelec u Holešova 988
- Kroměříž 28 897
- Kunkovice 79
- Kurovice 261
- Kvasice 2218
- Kyselovice 485
- Lechotice 417
- Litenčice 481
- Loukov 965
- Lubná 457
- Ludslavice 493
- Lutopecny 586
- Martinice 760
- Míškovice 644
- Morkovice-Slížany 2905
- Mrlínek 275
- Němčice 342
- Nítkovice 237
- Nová Dědina 427
- Osíčko 447
- Pacetluky 225
- Pačlavice 852
- Počenice-Tetětice 697
- Podhradní Lhota 483
- Prasklice 232
- Pravčice 732
- Přílepy 983
- Prusinovice 1 214
- Rajnochovice 536
- Rataje 1134
- Roštění 668
- Roštín 683
- Rusava 578
- Rymice 606
- Šelešovice 321
- Skaštice 389
- Slavkov pod Hostýnem 639
- Soběsuky 357
- Střílky 628
- Střížovice 261
- Sulimov 153
- Třebětice 287
- Troubky-Zdislavice 454
- Uhřice 201
- Věžky 415
- Vítonice 418
- Vrbka 194
- Zahnašovice 315
- Žalkovice 591
- Záříčí 688
- Zástřizly 140
- Zborovice 1497
- Zdounky 2119
- Žeranovice 778
- Zlobice 629